# Eileen Power
Eileen Edna LePoer Power (9 de enero de 1889, Altrincham - 8 de agosto de 1940, Londres), fue una importante historiadora medieval, escritora y profesora británica.

## Biografía
Eileen Power era hija mayor de un corredor de bolsa y nació en Altrincham en 1889. Era hermana de la locutora y escritora para niños Rhoda Power. Se educó en Oxford High School for Girls, Girton College, y en la Sorbona.
Power fue directora de Estudios de Historia en Girton College (1913-1921), profesora de Ciencia Política en la Escuela de Economía y Ciencia Política de Londres (1921-1924) y de la Universidad de Londres (1924-1931). En 1931 se convirtió en Catedrática de Historia Económica en la London School of Economics (LSE), donde permaneció hasta 1938, cuando se convirtió en Catedrática de Historia Económica en la Universidad de Cambridge. Fue autora de varios libros sobre historia medieval.  
Crítica con la política exterior inglesa, Power fue una miembro activo de la Unión de Control Democrático. 
Contrajo matrimonio con Michael Postan en 1937, aunque anteriormente había estado comprometida con Reginald Johnston, reconocido sinólogo y antiguo tutor del emperador Puyi. Power falleció el 8 de agosto de 1940 víctima de un ataque al corazón.

## Obras
Algunos de sus libros son:
- 1924, Gente Medieval
- 1994, El comercio de la lana en la Historia Medieval Inglesa
- Conventos de monjas medievales (Medieval Nunneries)
- El buen hombre de París (The Miracles Godman of Paris)
- Los milagros de la Virgen María (The Miracles of the Blessed Virgin Mary)
- Mujeres medievales. Encuentro. 1991. ISBN 9788474900262.